# Сухарев, Гирш Нохимович
Гирш Но́химович Сухарев (1900, Пропойск, Быховский уезд, Могилёвская губерния, Российская империя — 1963, Ленинград, СССР) — советский государственный и партийный деятель деятель. Первый секретарь Еврейского обкома ВКП(б) (1937—1941).

## Биография
Подился в 1900 в городе Пропойск Быховского уезда Могилёвской губернии Российской империи (ныне город Славгород Славгородского района Могилёвской области Республики Беларусь), в семье рабочего-печника.
В 1910 году окончил двухклассное еврейское народное училище в городе Чериков Могилёвской губернии.
С июня 1911 по август 1919 — мастер-кондитер пекарен Райхинштейна, Осинского и Зильбершвайда, кондитерской фабрики Шейнина в Могилеве.
С августа 1919 по июль 1920 — телефонист роты связи 24-й бригады 8-й стрелковой дивизии РККА. В июле 1920 — марте 1922 — проводник и заведующий экспедицией литературы политического отдела XVI армии РККА на Западном фронте. С марта 1922 по март 1923 — телефонист 64-го полка 22-й бригады 8-й стрелковой дивизии РККА в городке Житковичи Мозырского округа Белорусской ССР.
В марте 1923 — январе 1925 — рабочий-обрезчик маслобойного завода «Заря» в Могилеве.
В 1924 году вступил в РКП(б).
В феврале-мае 1925 — чернорабочий дрожжевого завода «Заря» в Минске. С мая 1925 по август 1929 — кондитер хлебопекарни Центрального рабочего кооператива в Минске. С августа 1929 по январь 1930 — мастер-кондитер Минского хлебозавода имени 10-й годовщины Октября.
В феврале-июне 1930 — глава куста колхозов Бегомльского районного земельного отдела Белорусской ССР. С июня по октябрь 1930 — заведующий Бегомльским районным земельным отделом. С октября 1930 по сентябрь 1931 — заведующий организационным отделом Бегомльского районного комитета КП(б) Беларуси.
В 1931 году окончил курсы по подготовке к ВТУЗ парттысячников в Минске.
В 1936 году окончил Московский химико-технологический институт им. Д. И. Менделеева.
Работал секретарём партбюро ВКП(б) Московского химико-технологического института им. Д. И. Менделеева.
12 декабря 1937 года избран депутатом Верховного Совета СССР I-го созыва.
С 26 декабря 1937 года по ноябрь 1941 года — 1-й секретарь Областного комитета ВКП(б) Еврейской автономной области.
28 февраля 1941 года во время 8-й сессии Верховного Совета СССР, первый секретарь обкома партии ЕАО Гирш Сухарев на заседании Совета национальностей выступил с планом переселения в Биробиджан десятков тысяч «западных» евреев, которые должны были спастись от Гитлера, и для приёма которых, по словам Сухарева, необходимо было создать инфраструктуру. Однако, начавшаяся затем Великая Отечественная война помешала осуществлению этого плана.
Затем перешёл на работу в Хабаровский крайком ВКП(б).
С декабря 1941 по июль 1945 — директор Комсомольского-на-Амуре завода № 364 аккумуляторных морских батарей для обеспечения Тихоокеанского флота в городе Комсомольск-на-Амуре Хабаровского края.
В июле 1945 — декабре 1946 — директор Центральной научно-исследовательской лаборатории № 40 в городе Ленинграде. С января 1947 по август 1949 — 
заместитель директора Ленинградского завода «Санстройфаянс».
С августа 1949 по ноябрь 1950 — главный инженер Ленинградского клеевого завода, с ноября 1950 —начальник монтажного цеха Ленинградской аккумуляторно-монтажной и ремонтно-зарядной станции.
В журнале «Форпост» опубликовал статьи «5-летие Еврейской автономной области», «Выборы в местные Советы», «6 лет Еврейской автономной области». Написал книгу «Еврейская автономная область: к выборам в местные Советы депутатов трудящихся» (Биробиджан: типография Облисполкома, 1939).
Умер в 1963 году в Ленинграде.